# Martin Baltimore
Die Martin 187 Baltimore war ein leichter zweimotoriger Bomber des US-amerikanischen Flugzeugherstellers Glenn L. Martin Company von 1941. Obwohl als A-23 der USAAF angeboten, wurden die Maschinen unter der Pro-Forma-Bezeichnung A-30 nur für den Export über das Lend-Lease-Abkommen bestellt. Die Hauptnutzer waren die Royal Air Force, der Fleet Air Arm, die Royal Canadian Air Force, die Royal Australian Air Force und die South African Air Force.

## Geschichte
Das Flugzeug war ein Nachfolger der Martin Maryland von 1939, die auch an die RAF geliefert worden war. Sie war allerdings etwas vergrößert, hatte einen tieferen Rumpf und war für den Export nach Großbritannien und Frankreich bestimmt, nachdem die US-Luftwaffe dieses Muster nicht in Dienst stellte. Nach der Kapitulation Frankreichs am 22. Juni 1940 wurden jedoch alle Flugzeuge im Rahmen des Lend-Lease-Abkommens nach Großbritannien geliefert. Die Besatzung bestand aus vier Mann (Pilot, Navigator/Bombenschütze, Funker und Bordschütze). Im hinteren Rumpf befanden sich ein oder zwei bewegliche MGs als leichte Abwehrbewaffnung.

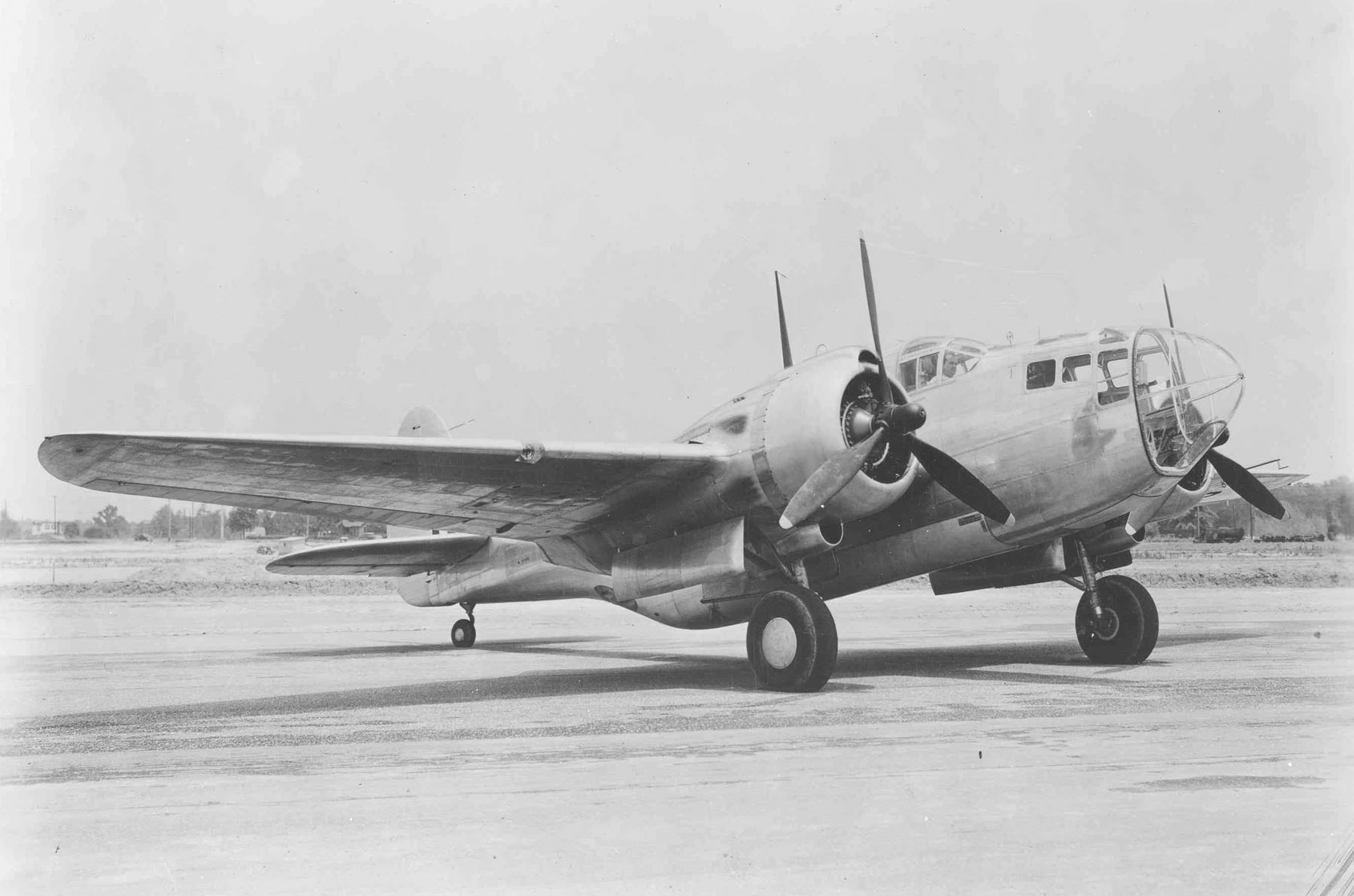
Martin A-30 Baltimore

Die Bomber wurden hauptsächlich im Mittelmeerraum und in Nordafrika als Tag- und Nachtbomber eingesetzt. Nach der öffentlichen Bekanntgabe der Kapitulation Italiens am 8. September 1943 erhielt das Freie Italien – jener Teil des Landes der auf Seiten der Alliierten kämpfte – ebenfalls eine Staffel Baltimore aus britischen Beständen, die bei der Aeronautica Cobelligerante Italiana (engl. Abkürzung: ICBAF) „Stormo Baltimore“ genannt wurde.

## Produktion
Produktion der Martin Baltimore:
| Version       | 1941 | 1942 | 1943 | 1944 | Summe |
| ------------- | ---- | ---- | ---- | ---- | ----- |
| Mk. I         | 50   |      |      |      | 50    |
| Mk. II        | 96   | 4    |      |      | 100   |
| Mk. III       |      | 250  |      |      | 250   |
| A-30/Mk. IIIA |      | 251  | 30   |      | 281   |
| A-30A/Mk. IV  |      |      | 294  |      | 294   |
| A-30B/Mk. V   |      |      | 351  | 249  | 600   |
| Summe         | 146  | 505  | 675  | 249  | 1.575 |

## Varianten
Baltimore Mk.I50 Flugzeuge gebaut (1600-PS-Sternmotor Wright GR-2600-A5B, vier 7,7-mm-MG in den Tragflächen, je ein 7,7-mm-Vickers-K-MG nach hinten oben und hinten unten feuernd)
Baltimore Mk.II100 Flugzeuge gebaut (wie Mk.I, aber Vickers-K-MGs in Doppellafette)
Baltimore Mk.III250 Flugzeuge gebaut (wie Mk.II, aber Ersatz der zwei MG im Rumpfrücken durch Boulton-Paul-Drehturm mit vier 7,7-mm-Browning-MG)
Baltimore Mk.IIIA (A-30)281 Flugzeuge gebaut (wie Mk. III, aber neuer Martin-Drehturm mit zwei 12,7-mm-MGs)
Baltimore Mk.IV (A-30A)294 Flugzeuge gebaut (geänderter Bombenschacht, Beladung mit 454-kg-Bomben möglich)
Baltimore Mk.V (A-30A)600 Flugzeuge gebaut (1700-PS-Sternmotor Wright R-2600-29, Ersatz aller 7,7-mm-MG durch 12,7-mm-MG)
Baltimore GR.VI (A-30C)Version als Seefernaufklärer mit verlängertem Rumpf und Radar in der Flugzeugnase; zwei Mk.V wurden zu Prototypen umgebaut, 900 Maschinen wurden im April 1944 storniert
Fast alle 1575 gebauten Flugzeugen wurden an die RAF geliefert, wobei einige Mk.III und IIIA bei der Überfahrt durch Versenkung der Frachtschiffe verloren gingen.

## Einsatzländer
- Australien
- Frankreich
- Griechenland
- Königreich Italien
- Südafrikanische Union
- Vereinigtes Königreich: (Royal Air Force, Fleet Air Arm)
- Türkei

## Technische Daten

Dreiseitenansicht

| Kenngröße             | Daten der A-30A Baltimore                                |
| --------------------- | -------------------------------------------------------- |
| Besatzung             | 4                                                        |
| Länge                 | 14,80 m                                                  |
| Spannweite            | 18,69 m                                                  |
| Höhe                  | 5,41 m                                                   |
| Flügelfläche          | 50 m²                                                    |
| Flügelstreckung       | 7,0                                                      |
| Leermasse             | 7.013 kg                                                 |
| Startmasse            | 10.251 kg                                                |
| Antrieb               | zwei Wright R-2600-10 Cyclone mit je 1.684 PS (1.239 kW) |
| Höchstgeschwindigkeit | 491 km/h                                                 |
| Dienstgipfelhöhe      | 7.100 m                                                  |
| Reichweite            | 1.741 km                                                 |
| Bewaffnung            | vier 7,7-mm-Browning-MG, 970 kg Bomben                   |